# كولير يونغ
كولير يونغ (بالإنجليزية: Collier Young)‏ هو منتج أفلام أمريكي، ولد في 19 أغسطس 1908 في آشفيل في الولايات المتحدة، وتوفي في 25 ديسمبر 1980 في سانتا مونيكا في الولايات المتحدة بسبب حادث مرور.

## وصلات خارجية
- كولير يونغ على موقع IMDb (الإنجليزية)
- كولير يونغ على موقع الموسوعة البريطانية (الإنجليزية)
- كولير يونغ على موقع قاعدة بيانات برودواي على الإنترنت (الإنجليزية)
- كولير يونغ على موقع قاعدة بيانات الفيلم (الإنجليزية)